# VOC-Kamer Rotterdam
De VOC-Kamer Rotterdam was een van de zes Kamers van de Vereenigde Oostindische Compagnie (VOC), opgericht in 1602. De Rotterdamse afdeling leverde één bewindhebber aan de Heren XVII, het VOC-opperbestuur. De VOC-Kamer Rotterdam was belast met het uitvoeren van een zestiende deel van de handelsactiviteiten van de VOC.
De andere vijf Kamers waren die van Amsterdam, Middelburg, Delft, Hoorn en Enkhuizen.

## Inleiding
Rotterdam was voor de oprichting al een belangrijke havenstad, mede omdat Amsterdam lange tijd Spaans was, en Rotterdam daardoor fors werd uitgebreid. Daarnaast vluchtten in 1585 na de blokkade van de Schelde veel Zuid-Nederlanders naar Rotterdam, waarbij ze een hoop kennis en kapitaal meenamen. Ook door de haringvisserij werd de stad belangrijker. Het geld dat hiermee verdiend werd, is gebruikt voor investeringen in de VOC. Tot en met het derde kwart van de 17e eeuw was Rotterdam na Amsterdam en Middelburg de belangrijkste havenstad van de Republiek der Zeven Verenigde Nederlanden.
Afgesproken werd dat Rotterdam één zestiende deel van de winst van de VOC kreeg. Dit was gunstig aangezien de stad niet evenredig veel kapitaal had ingelegd. De reden voor die relatief lage inbreng was dat de uit Rotterdam afkomstige concurrerende Magelhaense Compagnie bleef bestaan en veel Rotterdammers hadden daar al geld in geïnvesteerd. Daarnaast was ook veel kapitaal geïnvesteerd in onroerend goed.
Rotterdam stuurde drie schepen naar Indië tussen 1602 en 1609 en tot 1650 gemiddeld 1 schip per jaar. Deze schepen brachten niet alleen goederen mee voor Rotterdam maar ook voor de andere steden, net zoals Rotterdam ook goederen ontving van de schepen uit andere steden. De belangrijkste goederen die werden verscheept waren katoen, foelie, peper, kruidnagel en kaneel. De bouw van schepen werd in het begin uitbesteed aan particulieren, maar vanaf 1632 ging de Kamer-Rotterdam de schepen zelf bouwen.

## Het Oost-Indisch Huis

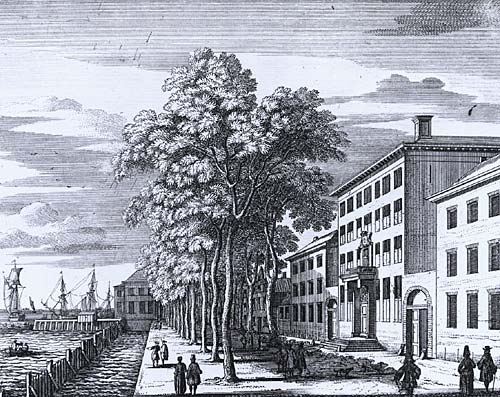
Boompjes met het Oostindisch Huis, dat in 1940 werd verwoest (circa 1700)

Het Oostindisch Huis rond 1900

Het is onbekend waar de bewindhebbers in de eerste jaren van het bestaan van de Kamer van Rotterdam hebben vergaderd. Waarschijnlijk was de vergadering beurtelings in hun eigen huis of huurden ze een ruimte. In 1623 hebben ze een huis, erf en pakhuis gekocht voor 21.750 gulden. Tegen het einde van de 17e eeuw was dit complex zo vervallen dat de bewindhebbers in het najaar van 1690 besloten een nieuw gebouw neer te zetten. In 1699 was het gereed en in 1720 kreeg het Oost-Indisch Huis, na uitbreiding en verbouwing, zijn definitieve uiterlijk.
Aan de Boompjes in de stad Rotterdam was het vergaderhuis gevestigd - ook wel Oost-Indisch Huis genoemd. Het gebouw is tijdens het bombardement op Rotterdam in 1940 verloren gegaan.

## De bewindhebbers van de Kamer van Rotterdam
De Rotterdamse Kamer heeft in haar bestaan 89 bewindhebbers gekend. Dit waren allemaal lieden uit de toplaag van de bevolking, veelal ook actief in het bestuur van de stad. Hierdoor waren de Kamer en stad nauw met elkaar verbonden.
Om te worden gekozen tot bewindhebber moest men ten minste vijfentwintig jaar oud zijn en minimaal 6000 gulden in de VOC hebben ingelegd. Dat geld was bedoeld als een borgsom en kon verbeurd verklaard worden bij onregelmatigheden. Niet veel Rotterdammers hadden zoveel geld en toen er steeds minder kandidaten kwamen voor de positie van bewindhebber, werd in 1647 de drempel verlaagd naar 3000 gulden.
Vanaf 1623 werd de groep van grote beleggers met 6.000 gulden en meer aan ingelegd kapitaal, ‘hoofdparticipanten’ genoemd. Er was geen enkele garantie dat men als hoofdparticipant ook automatisch bewindhebber werd. Dit was namelijk afhankelijk van het vrijkomen van een zetel, meestal gebeurde dit door overlijden. Als er een zetel vrijkwam, werden alle hoofdparticipanten binnen drie maanden op de hoogte gesteld van de vrije zetel. Als een hoofdparticipant interesse had in de zetel, moest hij worden voorgedragen door een kiescollege, dat drie personen nomineerde. Om gekozen te worden, was het belangrijk om de juiste mensen te kennen. Iemand die bewindhebber wilde worden, moest door drie selecties heen komen. Ten eerste de investering van 6.000 gulden (later 3.000), daarna de steun van de juiste mensen met veel geld en ten slotte de steun van de heren met beslissende politieke invloed. De steun kwam natuurlijk niet uit het niets, er moesten tegenprestaties zijn. Daarom was niet alleen rijkdom belangrijk, maar ook beroepsachtergrond, afkomst, betrokkenheid bij het stadsbestuur en natuurlijk religie. De Hervormde Kerk was de belangrijkste geloofsstroming en dat betekende ook dat een rooms-katholiek nooit een zetel in de Kamer kon krijgen. Hierop is een uitzondering gemaakt voor Johan van der Veeken omdat hij heel rijk was.
Over de taken van de bewindhebbers in Rotterdam zijn geen bronnen. Maar het was in ieder geval meer dan een functie op papier. Er bestonden drie commissies binnen de Kamer en daarin beheerde men de schatkist, deed men veilingen en bemande en bevoorraadde men de schepen. De bewindhebbers hadden een gevoelige post en ze mochten daarom ook niets zelf aan de VOC verkopen of leveren. Dit werd in de realiteit echter vaak achterwege gelaten. 
Als een schip vertrok of terugkwam hoorden de bewindhebbers aan boord verschillende controles te doen. Bij die controles werd gelet op de hoeveelheid toegestane goederen die de bemanning had meegenomen voor hun privéhandel. Als de tegenstaande hoeveelheid was overschreden werd het ingenomen door de bewindhebbers.
Over de vergaderingen en het functioneren van het bestuur is weinig bekend, omdat de archieven niet bewaard zijn gebleven. 
Door het ontbreken ervan is niet bekend hoe de positie van de bewindhebbers in Rotterdam verschilde met die in de andere steden.

## Invloed van de bewindhebbers op het culturele leven
De plaats die de bewindhebbers hadden in Rotterdam, zorgde voor een grote bijdrage aan het Rotterdamse culturele leven. De bewindhebbers woonden in mooie panden en met de bouw en inrichting daarvan werden kunstenaars en ambachtslieden van werk voorzien. Daarnaast is er de portrettengalerij van de bewindhebbers en zijn er meer schilderijen in hun opdracht gemaakt. Van sommige bewindhebbers is zelfs bekend dat zij schilderijencollecties aanlegden, met daarin schilderijen van nu onbetaalbare meesters.
De Kamer heeft vanaf het begin een band gehad met het weeshuis in Rotterdam. Hierbij was liefdadigheid niet de enige reden. Het weeshuis werd steeds groter en had daardoor ook steeds meer geld nodig. Daarom was er een goed financieel beleid nodig en veel bewindhebbers voelden zich hierin thuis. In het begin gaf de Kamer soms toestemming aan enkele kinderen van het weeshuis om in dienst te gaan van de VOC, zo werd het weeshuis ontlast. Later werd het weeshuis een grotere bron van scheepsvolk.

## Positie van Rotterdam binnen de VOC
De positie van de Kamer van Rotterdam binnen de VOC is moeilijk te bepalen. De afspraken binnen de Heeren 17 werden namelijk wel vastgelegd, maar zonder aantekeningen over verschillende meningen van personen. Rotterdam was een kleine Kamer, zeker vergeleken met Amsterdam. Er werd wel ruimte gegeven aan Rotterdam, dit is goed te zien aan de uitzondering die werd gemaakt voor Rotterdam om een paar reizen naar Indië te doen buiten het VOC-monopolie. Rotterdam heeft ook op een eigen manier schepen kunnen bouwen. Uiteindelijk hebben de vastgelegde verhoudingen Rotterdam slechts een beperkte invloed gegeven.

## Vermogen
Eerder is al vermeld dat een kandidaat voor bewindhebber minimaal 6000 gulden aan actiën moest bezitten, later 3000 gulden. De marktwaarde hiervan lag echter veel hoger. De aandelen van bewindhebber Paulus Verschuer bijvoorbeeld, werden door hem zelf geschat op 500 procent van hun nominale waarde, dit is in de jaren 1649-1667. Men kan aannemen dat deze bewindhebbers echt rijk waren. Maar het is moeilijk om een inzicht te hebben in die rijkdommen, vanwege het gebrek aan bronnen uit die tijd.
Er is echter wel een bron waarmee de verhoudingen tussen de (kandidaat-)bewindhebbers en de rest van de inwoners van Rotterdam wordt getoond. Er was namelijk een belasting van 0,5 procent, iets wat elke inwoner van Holland over zijn vermogen moest betalen. Ook wel de tweehonderdste penning genoemd. Hiervan zijn bronnen bewaard gebleven van 1665 tot 1674 die betrekking hebben tot Rotterdam. En ook al zijn die gegevens ook niet altijd even betrouwbaar, er is wel uit gebleken dat de (kandidaat-)bewindhebbers wel tot de rijkere inwoners van Rotterdam hoorden, maar niet een uitzonderingspositie hadden.
Het is niet makkelijk om te verklaren waarom zich er in Rotterdam niet een aparte, veel rijkere klasse van bewindhebbers heeft gevormd. Een van de redenen kan zijn dat Rotterdam zich heel snel heeft ontwikkeld en daardoor rijkdom en aanzien niet alleen bij de kleine klasse van rijke families hoorde. Want in deze korte snelle groei periode waren de koopmannen en andere ambitieuze lieden erg welvarend. Vanzelfsprekend waren de bewindhebbers wel een klasse apart. Er werd daarom ook veel gedaan om een zetel in de Kamer te krijgen en als men een zetel had, stond het eigenbelang niet op de laatste plaats.